# Ronald Desruelles
Ronald Desruelles (Antwerpen, 14 februari 1955 – Patong, 1 november 2015) was een Belgische atleet, die gespecialiseerd was in de sprint en het verspringen. Hij werd Europees indoorkampioen, meervoudig Belgisch kampioen en was Belgische recordhouder op de 100 m. Hij kwalificeerde zich tweemaal voor de Olympische Spelen, maar ging slechts eenmaal van start.

## Biografie

### Eerste successen als verspringer
Zijn eerste succes bij de senioren boekte Desruelles als verspringer. In 1975 won hij een gouden medaille bij de Belgische kampioenschappen. Het jaar erop verbeterde hij voor het eerst het Belgische record naar 7,79 m, prolongeerde hij deze titel en kwalificeerde hij zich voor de Olympische Spelen van Montreal. Met een beste sprong van 7,60 werd hij uitgeschakeld in de kwalificatieronde. In 1979 sprong hij bij de Belgische kampioenschappen in Brussel een persoonlijk record van 8,08 en veroverde hiermee voor de vijfde keer de Belgische titel. In totaal won hij deze titel tienmaal. Op de Europese indoorkampioenschappen in 1980 in Sindelfingen veroverde hij goud met 8,08, maar deze prestatie werd geschrapt na een positieve dopingtest.

### De sprint
Daarna legde Ronald Desruelles zich met succes toe op de sprint. Op de 60 m, welke indoor wordt gelopen, won hij vele medailles. Met een beste tijd van 6,57 s stond hij in 1986 als derde op de wereldranglijst. In datzelfde jaar won hij op de EK indoor in Madrid een gouden medaille op de 60 m. Met een tijd van 6,61 versloeg hij de Oost-Duitser Steffen Bringmann (zilver; 6,64) en de Fransman Bruno Marie-Rose (brons; 6,65).
In 1984 verbeterde Desruelles in Hechtel het Belgisch record op de 100 m tot 10,25 en in Grosseto dat op de 200 m tot 20,66. In 1985 liep Ronald Desruelles een Belgisch record van 10,02 op de 100 m, maar aan deze prestatie wordt getwijfeld, al geldt de tijd sindsdien wel degelijk als officieel Belgisch record.
In zijn actieve tijd was Desruelles aangesloten bij Beerschot VAV, Vlierzele Sport, Excelsior SC en AV Toekomst. Zijn broer Patrick Desruelles werd meervoudig Belgisch kampioen polsstokhoogspringen.

### Coach
Na zijn actieve carrière werd Desruelles physical coach van de voetbalclubs Beerschot en Lierse SK en van Patrick Stevens. Door zijn dopingverleden werd zijn coachcarrière geen succes.

### Politiek
Naar aanleiding van de gemeenteraadsverkiezingen van 9 oktober 1994 stond Ronald Desruelles, kort voordien nog lid van de VLD, op de tweede plaats van de Vlaams Blok-lijst in Aartselaar. Hij behaalde maar 123 stemmen en werd niet verkozen.

### Overlijden
Desruelles overleed door zelfdoding op 1 november 2015 in Patong, Thailand waar hij uitbater was van drie restaurants.

## Kampioenschappen

### Internationale kampioenschappen
| Onderdeel   | Titel                     | Jaar |
| ----------- | ------------------------- | ---- |
| verspringen | Engels AAA-kampioen       | 1979 |
| 60 m        | Engels AAA-indoorkampioen | 1985 |
| 60 m        | Europees indoorkampioen   | 1986 |

### Belgische kampioenschappen
Outdoor
| Onderdeel   | Jaar                                                       |
| ----------- | ---------------------------------------------------------- |
| 100 m       | 1978, 1979, 1982, 1984, 1985, 1986, 1987                   |
| 200 m       | 1985                                                       |
| verspringen | 1975, 1976, 1977, 1978, 1979, 1981, 1982, 1983, 1984, 1986 |

Indoor
| Onderdeel | Jaar |
| --------- | ---- |
| 60 m      | 1990 |

## Persoonlijke records
Oudoor
| Onderdeel   | Prestatie    | Datum            | Plaats   |
| ----------- | ------------ | ---------------- | -------- |
| 100 m       | 10,02 s (NR) | 11 mei 1985      | Luik     |
| 200 m       | 20,66 s      | 18 juli 1984     | Grosseto |
| verspringen | 8,08 m       | 12 augustus 1979 | Brussel  |

Indoor
| Onderdeel | Prestatie   | Datum           | Plaats       |
| --------- | ----------- | --------------- | ------------ |
| 60 m      | 6,56 s (NR) | 5 februari 1988 | Sindelfingen |

## Belangrijkste prestaties

### 60 m
- 1984:  EK indoor in Göteborg - 6,69 s
- 1985:  EK indoor in Athene - 6,64 s
- 1985:  WK indoor in Parijs-Bercy - 6,68 s
- 1986:  EK indoor in Madrid - 6,61 s
- 1987: 6e WK indoor in Indianapolis - 6,67 s
- 1988:  EK indoor in Boedapest - 6,60 s
- 1989: 6e EK indoor in Den Haag - 6,66 s
- 1989: 2e in reeks WK indoor in Boedapest - 6,74 s
- 1990:  BK AC indoor - 6,79 s
- 1991:  BK AC indoor - 6,74 s

### 100 m
- 1977:  BK AC - 10,62 s
- 1978:  BK AC - 10,48 s
- 1979:  BK AC - 10,53 s
- 1982:  BK AC - 10,47 s
- 1984:  BK AC - 10,30 s
- 1984: 4e Memorial Van Damme - 10,43 s
- 1985:  BK AC - 10,2 s
- 1985:  Europa Cup - 10,80 s
- 1986:  BK AC - 10,43 s
- 1986: 7e in ½ fin. EK in Stuttgart - 10,43 s
- 1987:  BK AC - 10,33 s
- 1987: 6e in ¼ fin. WK in Rome - 10,69s
- 1987:  Europa Cup - 10,25 s

### 200 m
- 1985:  BK AC - 21,05 s
- 1987: 6e EK indoor in Liévin - 21,78 s
- 1987:  Europa Cup - 20,97 s

### verspringen
- 1975:  BK AC - 7,52 m
- 1976:  BK AC - 7,40 m
- 1976: 17e in kwal. OS in Montreal - 7,60 m
- 1977:  BK AC - 8,07 m (+ 2,2 m/s)
- 1978:  EK indoor - 7,75 m
- 1978:  BK AC - 7,57 m
- 1978:  Memorial Van Damme - 7,95 m
- 1978: kwal. EK in Praag - 7,54 m
- 1978:  Eur. politiekampioenschappen in Linz - 7,63 m
- 1979: 4e EK indoor - 7,79 m
- 1979:  BK AC - 8,08 m
- 1979: Europese beker halve finale - 7,87 m
- 1979:  Memorial Van Damme - 7,84 m
- 1981:  BK AC - 7,85 m
- 1982:  BK AC - 7,86 m
- 1982: kwal. EK in Athene - 7,68 m
- 1982: 4e Memorial Van Damme - 7,83 m
- 1983:  BK AC - 7,75 m
- 1984:  BK AC - 7,85 m
- 1986:  BK AC - 7,94 m
- 1986:  Memorial Van Damme - 7,84 m
- 1990:  BK AC - 7,34 m

### 4 x 100 m
- 1978: 8e EK in Praag - 39,73 s

## Onderscheidingen
- 1979: Gouden Spike[7]